# Скрябино (Московская область)
Скрябино — деревня в Костровском сельском поселении Истринского района Московской области. Население — 11 чел. (2016), зарегистрировано 1 садовое товарищество. С Истрой деревня связана автобусным сообщением (автобус № 34).
Находится примерно в 15 км на юго-запад от Истры, на правом берегу реки Малой Истры, высота над уровнем моря 180 м. Ближайшие селения: Новодарьино, Фроловское и Хволово находятся в радиусе 1 км, в 300 м Новорижское шоссе.

## Население
| 1852 | 1859 | 1890 | 1899 | 1926 | 2002 | 2006 |
| ---- | ---- | ---- | ---- | ---- | ---- | ---- |
| 70   | ↗73  | ↗80  | ↘76  | ↗107 | ↘10  | ↘6   |
| 2010 | 2016 |      |      |      |      |      |
| →6   | ↗11  |      |      |      |      |      |